# Shinobi (Computerspielreihe)
Unter dem Titel Shinobi wurde von Sega eine Reihe von elf Computerspielen veröffentlicht. Die ersten acht Spiele der Serie wurden zudem von Sega entwickelt und sind den Jump-’n’-run- / Action-Genres zuzuordnen. Die erste Veröffentlichung erfolgte 1987 unter dem Titel "Shinobi" als Arcade-Spiel.
Der Begriff Shinobi (jap. „Geheime Person“) ist ein anderes Wort für Ninja und beschreibt die Gemeinsamkeit der einzelnen Protagonisten. Die Figur „Joe Musashi“ ist abgesehen vom Titel Shadow Dancer der Hauptcharakter in allen Spielen der Reihe, bis zur Veröffentlichung des Titels Shinobi X. Während Sega im Spiel Shadow Dancer Musashis Sohn „Hayate“ als Protagonisten beschreibt, handelt Shinobi X von einem Kampf zweier Brüder. Der spielbare Charakter, in jener Veröffentlichung „Sho“ genannt, weist keinen erkennbaren Zusammenhang zur Hintergrundgeschichte Musashis auf. Die Playstation-2-Version Shinobi führt diesen Bruch in der Serienkontinuität nicht weiter. In dieser Fortsetzung übernimmt der Spieler die Rolle des „Hotsuma“. Hotsuma gehört in der Spielgeschichte dem Clan Musashis, genannt „Oboro“, an.

Neben Sonic und Alex Kidd ist die Shinobi-Reihe eines der bekanntesten Sega-Franchises.

## Spielablauf
Die ersten acht Spiele haben allesamt einen ähnlichen Spielablauf: Der Spieler versucht den Hauptcharakter durch eine Anzahl von Level zu führen und muss dabei verschiedene Gegner besiegen, bzw. ihnen ausweichen. Am Ende eines Levels erfolgt ein Kampf gegen einen Endgegner.

### Ausrüstung und Fertigkeiten
Die Waffen des Shinobi beinhalten Wurfsterne, Schwerter sowie Faust und Fuß. Während die ersten Spiele der Serie eher die Wurfsterne als Hauptwaffe einsetzten, stellen spätere Spiele das Schwert in den Vordergrund.
Neben normalen Sprüngen kann der Charakter einen Salto ausführen. Dieser wird benutzt, um höher springen, spezielle Tricks ausführen oder mit mehreren Wurfsternen gleichzeitig angreifen zu können.
Ein weiteres Merkmal stellen die vier „magischen Ninjitsuangriffe“ dar. Diese vier Fertigkeiten „Ikazuchi“, „Fushin“, „Kariu“ und „Mijin“ können genutzt werden, um mehrere Gegner gleichzeitig zu töten oder seine eigenen Fertigkeiten temporär zu stärken.

## Spiele
- 1987: Shinobi (Arcade, Sega): 1988 folgte eine Portierung auf Sega Master System und PC Engine, 1989 folgten Portierungen auf NES, C64, Amiga, ZX Spectrum, Atari ST und Amstrad CPC. In jedem Level muss der Spieler eine gewisse Anzahl Geiseln befreien.
- 1989: The Revenge of Shinobi, in Japan The Super Shinobi, (Sega Mega Drive, Sega): Das Spiel war eines der ersten und später bekanntesten Spiele des Mega Drive. Mit dem Spiel wurden die Salti und „magischen Ninjitsuangriffe“ eingeführt.
- 1989: Shadow Dancer (Arcade, Sega): Der offizielle Nachfolger der Arcade-Version wurde 1991 auf Amiga, Atari ST, C64, Master System und Amstrad CPC portiert. Eine Besonderheit stellt einen die Hauptfigur begleitenden Husky dar, der selbstständig und auf Befehl Gegner angreift. 1990 erfolgte eine Veröffentlichung für SEGA Mega Drive. Diese wurde jedoch, im Gegensatz zu den anderen Portierungen, stark verändert: Fast alle Level wurden umgestaltet und die aus dem ersten Teil der Serie bekannten Geiseln wurden eingebaut.
- 1990: The Cyber Shinobi (Master System, Sega): Nachfolger der Originalportierung von Shinobi
- 1991: Shinobi (Sega Game Gear, Sega): Diese Exklusivveröffentlichung stellt einen eigenständigen Teil der Serie dar.
- 1992: Shinobi II: The Silent Fury (SEGA Game Gear, Sega): Nachfolger des ersten Game-Gear-Teils
- 1993: Shinobi III: Return of the Ninja Master, in Japan The Super Shinobi II (Mega Drive, Sega): Nachfolger von The Revenge of Shinobi
- 1995: Shinobi X, in den USA Shinobi Legions, in Japan Shin Shinobi Den (SEGA Saturn, Sega)
- 2002: Shinobi (PlayStation 2, Overworks): Das erste Spiel der Shinobi-Reihe in 3D. Es kann als Action-Adventure oder Hack 'n Slay bezeichnet werden.
- 2002: The Revenge of Shinobi (Game Boy Advance, 3d6 Games): Obwohl der Titel mit dem des 1989 für das Mega Drive erschienenen Spiels übereinstimmt, handelt es sich um ein vollkommen neues Spiel.
- 2004: Nightshade (Play Station 2, Wow Entertainment): Nachfolger des ersten Shinobispiels auf der PlayStation 2. Der Hauptdarsteller wird zum ersten Mal von einer Frau dargestellt.
- 2011: Shinobi 3D (Nintendo 3DS, Griptonite Games)